# 白米千枚田

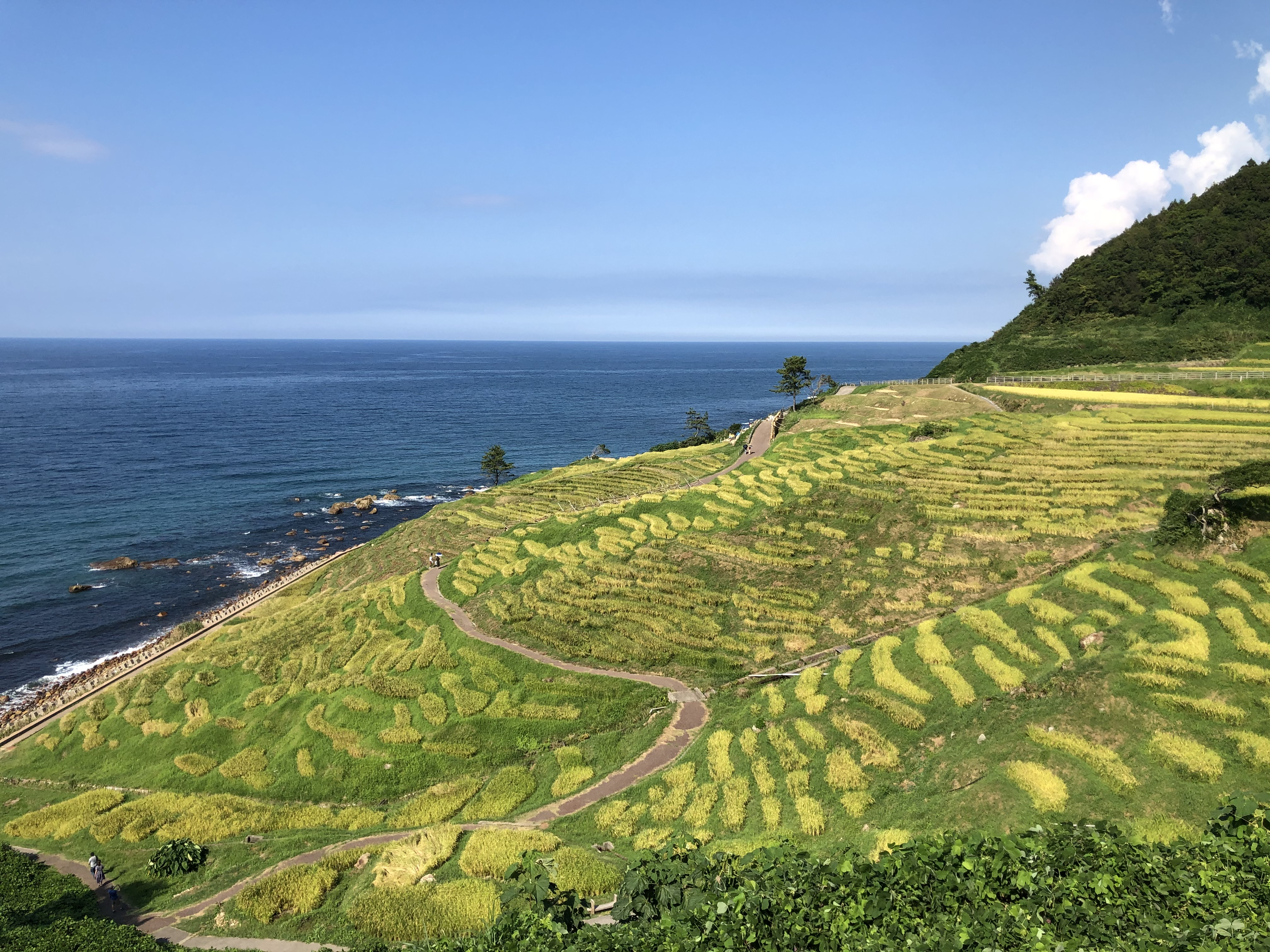
白米千枚田

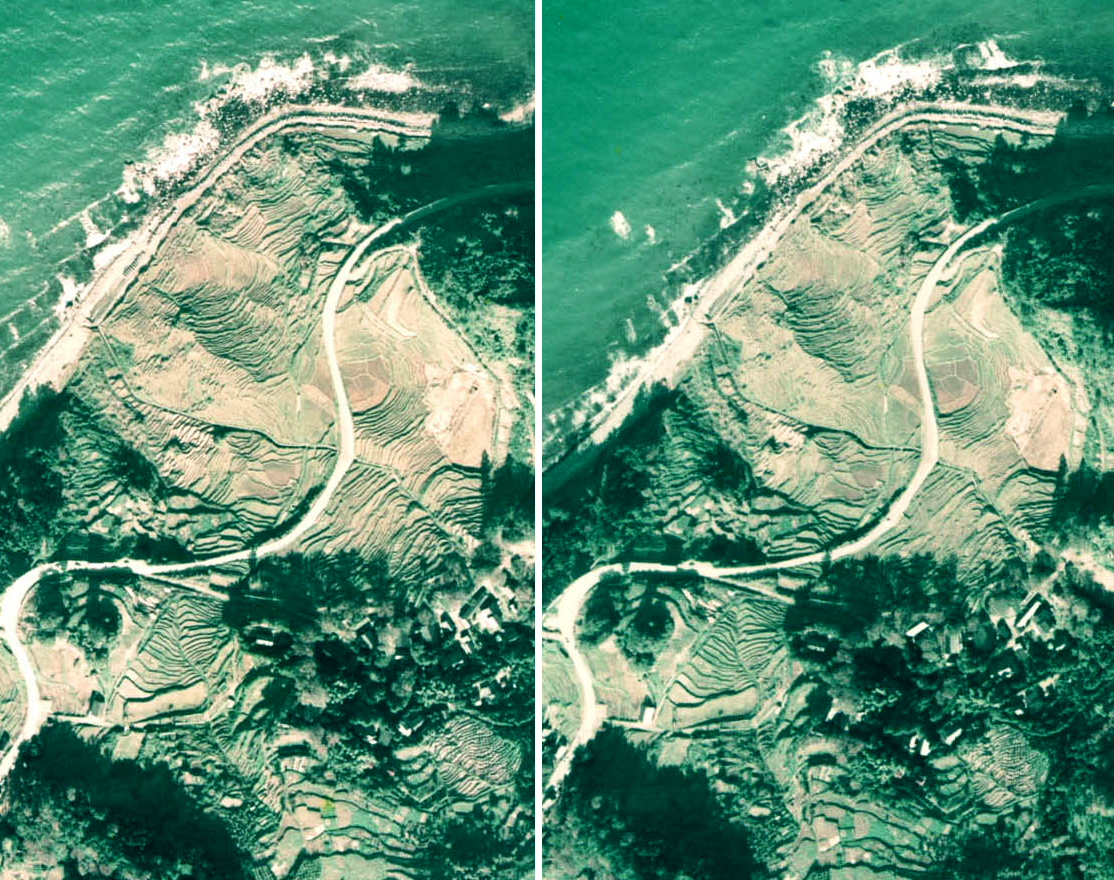
白米千枚田のステレオ空中写真（1975年）。。

白米千枚田（しろよねせんまいだ）は、石川県輪島市白米町にある棚田である。田の数は2024年1月1日に発生した能登半島地震による被災前時点1004枚であり、現地案内板にもそう記載されている。
輪島中心市街地から約8キロメートル東、日本海を見下ろす高低差約50メートル、約4ヘクタールの傾斜地に広がる。日本海に向かってなだれ落ちるような美しい景観は観光スポットともなっており、近くには道の駅千枚田ポケットパークがある。
白米の千枚田という名称で国の名勝として2001年に指定され、2011年に登録された世界農業遺産「能登の里山里海」の一部をなしている。この間の2007年には、他のオーナー制度が導入された。
公益財団法人白米千枚田景勝保存協議会（事務局＝輪島市役所産業部観光課）や地元住民の「白米千枚田愛耕会」が営農の継続とそれによる景観の保護などに取り組んでいる。

## 概要
能登半島北岸を走る国道249号と日本海との僅かな崖地に作られている。「千枚田」のいわれは田の数だけでなく「狭い田」からの転訛という説もある。田の大きさは、0.2平方メートル程度から大小様々である。雨具として背負う簑の下に隠れてしまうくらい小さい田もあるとして、「田植えしたのが九百九十九枚 あとの一枚 簑の下」と謡われた。
土地自体は肥えており肥料は通常より少なくて済み、米の反当たり収穫量は2.6石程度である。1638年（寛永15年）頃に作られた谷山用水が利用されている。かつては田の下に塩田があったが、海岸の浸食で水没し、製塩は行なわれなくなった。
田植え・稲刈り時には広くボランティアを募って作業を行っている。
2006年5月、小泉純一郎首相が白米千枚田を訪れて「絶景だよ、絶景」と褒め称えた。これにちなんで、同年秋に収穫されたコシヒカリは「絶景千枚田」の名で商品化された。2013年7月には息子小泉進次郎衆議院議員が訪れ、「まさしく絶景」と父子2代にわたって褒め称えた。

## 歴史

### 起源と形成
白米千枚田の歴史は前田利家が天正9年（1581年）に織田信長から能登国を与えられ、さらにその後、加賀藩の初代藩主となったころに始まるとされる。利家は開墾令を出して荒れ地を回復させ、千枚田は新開田あるいは隠し田として開発された。特に寛永8年（1632年）頃に能登小代官に赴任中の加賀藩の板屋兵四郎によって谷山用水とサソラ用水が築造され、野田川（谷山川）からの取水による水田が整備された。
しかし、貞享元年（1684年）の大規模地すべり、さらに享保14年（1729年）の地震による山崩れで田畑の大半が失われる被害を受け、その後は荒れ地のまま放置されていたところもある。
明治時代になり地元の主要産業だった製塩業が衰退すると、再び田の開拓による整備が行われるようになり、明治時代前半には現状に近い棚田地帯が形成された。

### 保全と維持
白米千枚田は1958年（昭和33年）に輪島市の名勝指定を受けた。
1990年代以降になると中央省庁などの公的機関からの景観、水稲作の実施、国土・環境保全などの観点で顕彰を受けるようになった。
1991年（平成3年）に日本の米作り百選（全国農業協同組合）、1992年（平成4年）には手作り郷土賞（国土交通省）を受賞した。また、1993年（平成5年）には財団法人千枚田景勝保存基金が設立された。
2000年（平成12年）には石川県の「のとやすらぎの郷整備事業」や農林水産省の中山間地域等直接支払制度が開始された。そして同年に石川県の名勝指定を受けた後、翌2001年（平成13年）に文部科学省から国の名勝指定を受けた。2011年（平成23年）には世界農業遺産に認定された。
白米千枚田は多様な主体から評価されるようになったが、名勝指定や国道上指定により田の拡張や水稲作の中止などに行政からの許諾を要するようになった面もあり、農作業への影響など課題も指摘されている。
2013年（平成25年）に公益財団法人白米千枚田景勝保存協議会が設立された。

### 2024年能登地震の影響
2024年1月1日に起きた能登半島地震では、棚田に多数のひび割れが入るなどした。水利設備を含めて約8割の田が被害を受けたが、影響が少なかったまたは修復された約120枚の田で同年5月11日からは田植えが、9月3日からは稲刈りが行なわれた。千枚田は以前も地すべりが起きることがあり、復旧されてきた歴史がある。
しかし、同年9月21日の豪雨により、法面の一部が崩落する土砂崩れが発生、被害も拡大し、9月3日から始まった収穫作業に支障をきたしている

## オーナー制度
田の所有者を中心に組織された白米千枚田愛耕会による耕作・保存活動が行われている。また、千枚田オーナー・トラスト制度があり、オーナーになると年間2万円でマイ田んぼを1枚持つことができる。
特別名誉会員として上記の小泉純一郎・進次郎父子、安倍昭恵、今井彰、永井豪、ちばてつや、さいとう・たかを、北京飯店、水木一郎が名を連ねている。
オーナーとなる条件は以下の通り。
- 白米千枚田の景観保全には稲作が必要であることを理解され、米作りをする意欲のある方。
- 時間を気にせず、体力と忍耐を必要とし、生産の喜びがある米作りをする意志のある方。
- 稲作作業を通じて地元耕作者と交流を深めたい方。

年会費は2万円（マイ田んぼ1枚含む）。マイ田んぼの追加は1枚につき3000円（ただし、追加は2枚まで）である。特典は収穫米（ハザ干しコシヒカリ）10kg+地元産山菜+マイ田んぼにオーナー表札建立である。

## あぜのきらめき

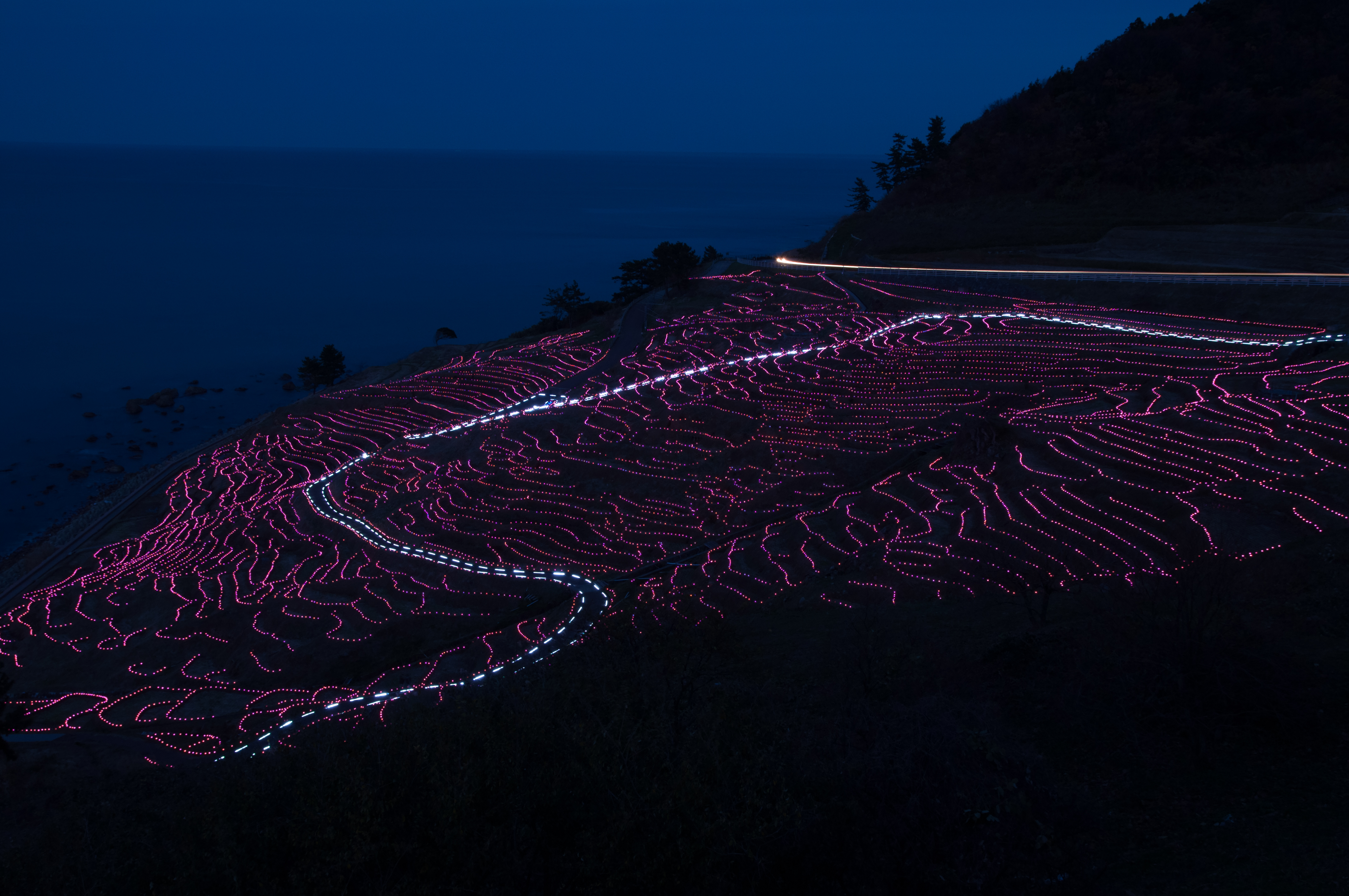
イルミネーションを施された黄昏時の白米千枚田（2012年11月3日）

白米千枚田をイルミネーションで彩るイベント。主催は輪島市交流政策部観光課で、冬場の観光客誘致を目的に、2011年より、毎年、秋から冬にかけて開催されている。
ボランティアの人たちにより田んぼの畔に設置された太陽光発電付きLEDライト25,000個（2020年時点）が、日没から4時間、15分間隔で色を変えながら棚田を彩る仕組み。また、その様子は「ゲーミング田んぼ」とも称されている。
2012年には「太陽光発電LEDの最大ディスプレイ」としてギネス世界記録に認定された。

## ギャラリー

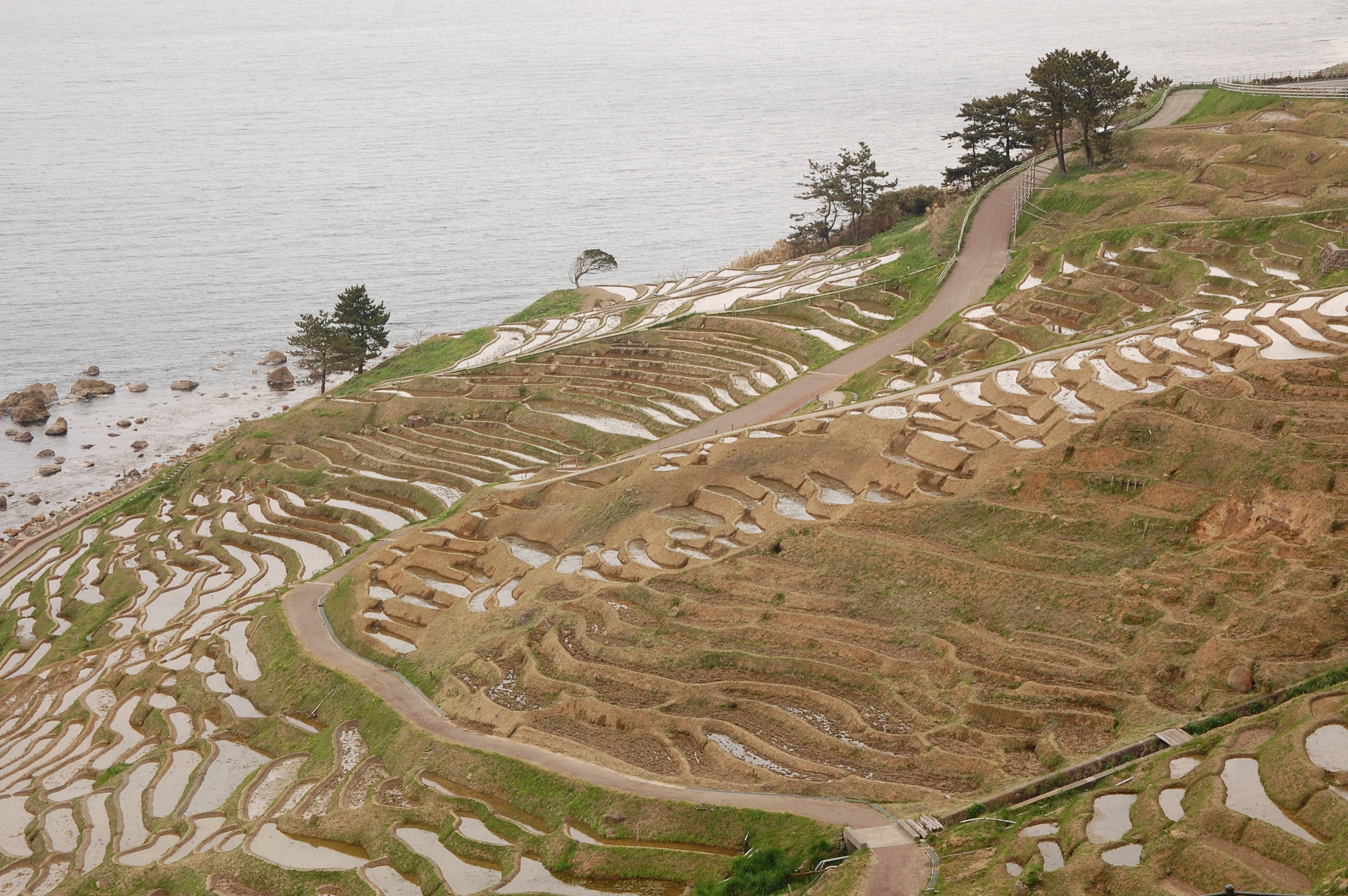
田植え前（2014年4月29日）
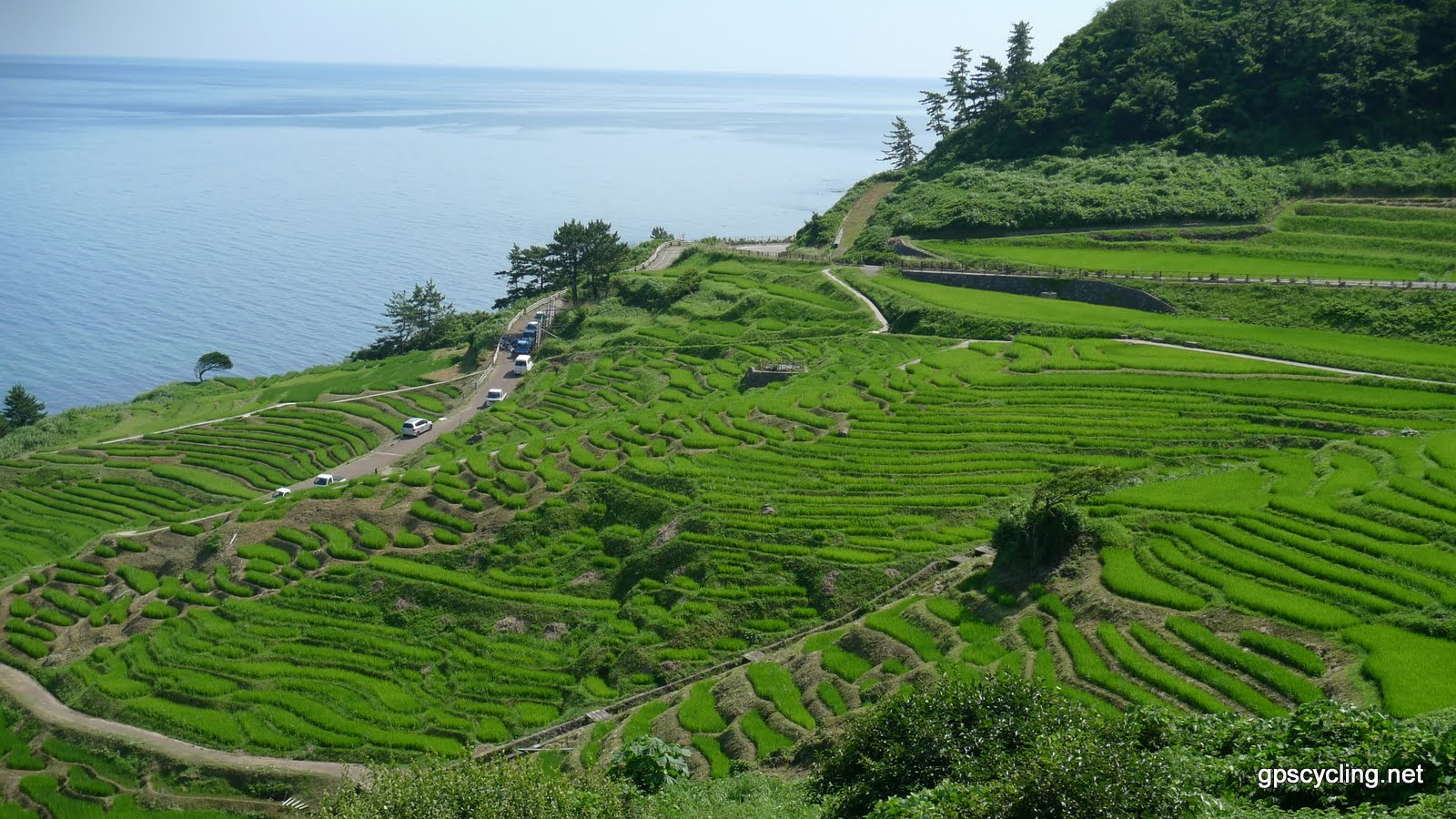
夏（2010年7月18日）
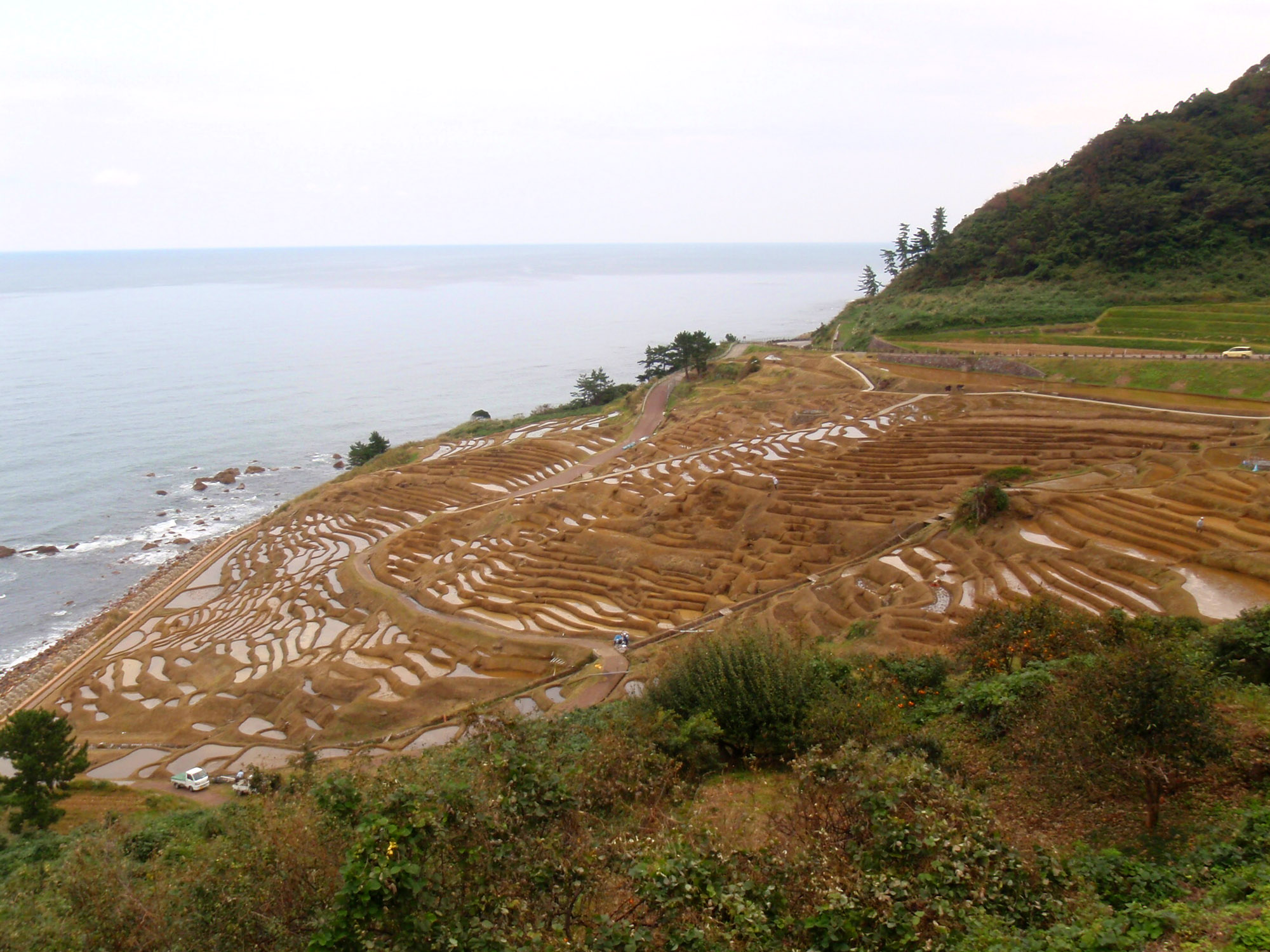
稲刈り後（2009年10月25日）
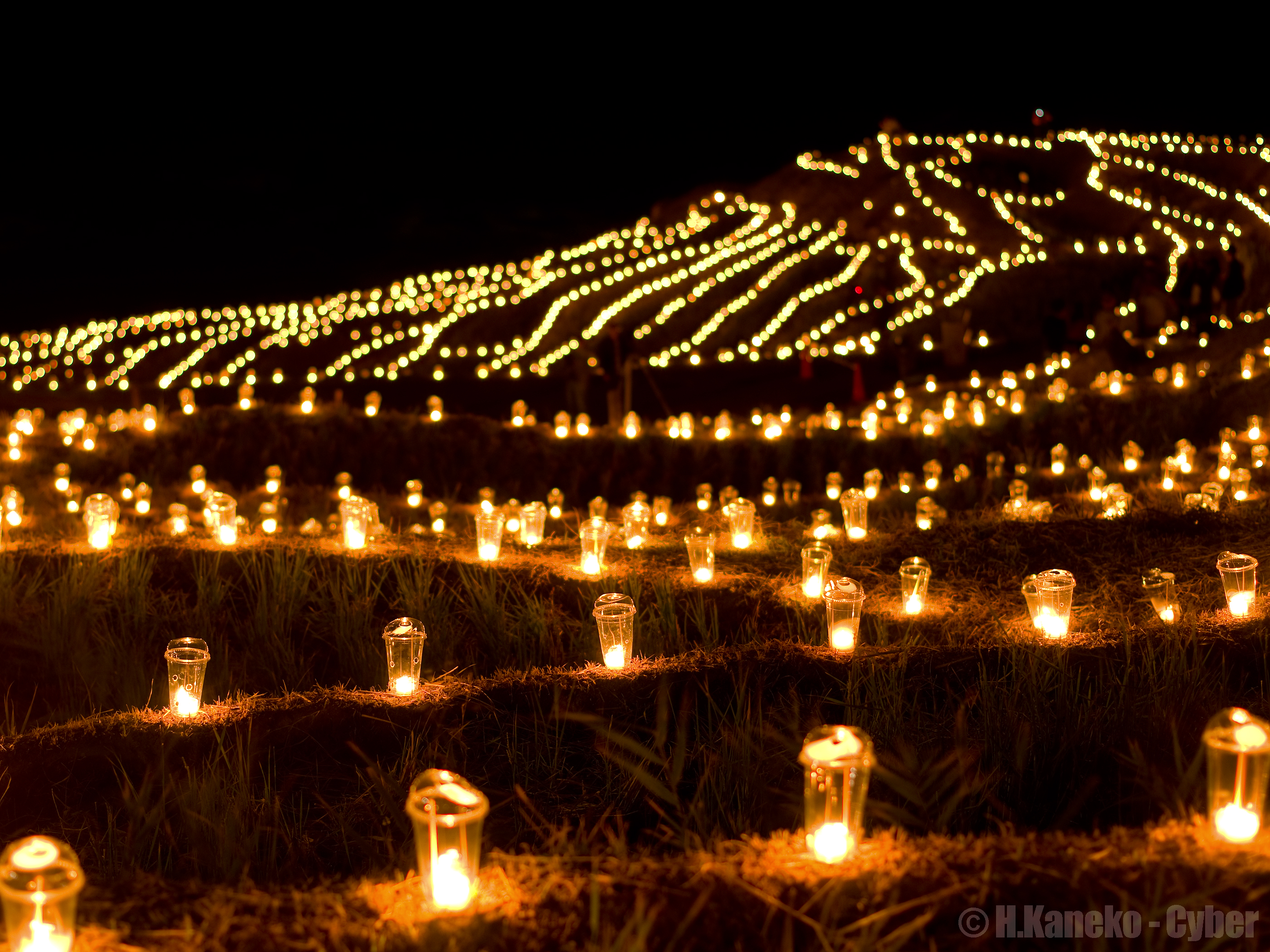
白米千枚田万燈まつり
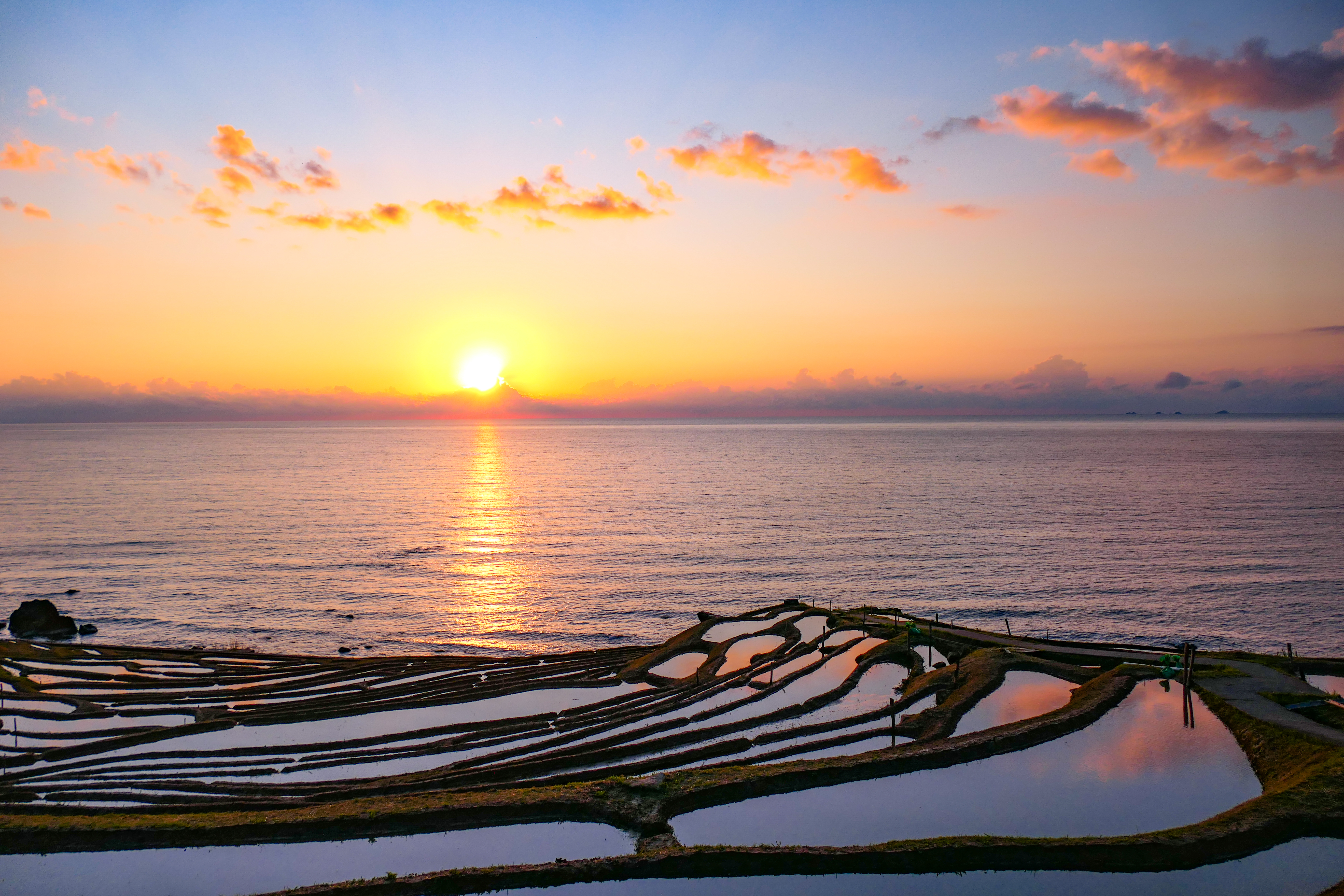
白米千枚田と日本海に沈む夕日